# Porschdorf
Porschdorf è una frazione del comune di Bad Schandau in Sassonia, Germania.
Fa parte del circondario della Svizzera Sassone-Monti Metalliferi Orientali (targa PIR).
Fino al 2011 era comune autonomo.